# Södermanlands runinskrifter 26
Södermanlands runinskrifter 26 är en vikingatida runsten som står i Ytterstene i Trosa-Vagnhärad socken. Stenen låg tidigare i en landsvägsbro.

## Inskrift
Translitterering av runraden:
fasti · auk · hsbakʀ · litu · raisa · stai[n · at · si]khuat · br[u]þur sin
Normalisering till runsvenska:
Fasti ok Ospakʀ/Aspakʀ letu ræisa stæin at Sighvat, broður sinn.
Översättning till nusvenska:
Faste och Ospak/Åspak lät resa denna sten efter Sigvat, sin broder.